# Il mistero dei candelabri
Il mistero dei candelabri è una storia a fumetti Disney, scritta e disegnata da Giovan Battista Carpi nel 1989 e pubblicata su Topolino nei numeri 1743, 1744 e 1745 (rispettivamente usciti il 23 aprile, 30 aprile e 7 maggio 1989). La storia è una parodia combinata di due celebri romanzi della letteratura francese: I miserabili di Victor Hugo e (seppur non citato direttamente) I misteri di Parigi di Eugène Sue.

## Trama
Qui, Quo e Qua si lamentano poiché il loro televisore è guasto e non potranno seguire uno sceneggiato televisivo tratto da I Miserabili. In quella arriva Zio Paperone, in fuga da un ispettore del fisco che vuole imporgli una blanda tassa; sentita la lamentela dei nipotini, lo Zione inizia a raccontare la storia del suo avo Paperjean, alla quale si era ispirato Victor Hugo per scrivere il suo celebre romanzo.
Paperjean viene arrestato per aver rubato un pezzo di pane, ma poi resta in prigione per una ventina di anni a causa dei suoi continui tentativi di evasione andati a vuoto. Nell'ultimo di essi il papero si fa credere scomparso in mare e riesce a fuggire; dopo aver ricevuto ospitalità dal curato Myriel, Paperjean tenta di rubargli l'argenteria ma viene catturato. Il buon curato però dichiara di avergli regalato i suoi argenti per evitargli la prigione; così Paperjean decide di cambiare vita e di diventare onesto, tenendo solo due candelabri a ricordo della bontà di Myriel.
Di ritorno da questa avventura Paperjean si ferma alla taverna dei Thénardier (Gambadilegno e Trudy) dove incontra Cosetta, una povera bambina sfruttata dai Thenardier che le fanno fare i lavori più pesanti. La bambina salva Paperjean da un tentativo di furto da parte dei suoi padroni, e lui decide di portarla con sé.
Paperjean e Cosetta si rifanno una vita a Montreuil, dove il papero intraprende una veloce carriera nel commercio e diventa sindaco, col nome di Madeleine. Un giorno però Paperjean scopre che Javert, l'ispettore di polizia che lo bracca, ha scoperto dove si trova e scappa con Cosetta. Venutosi a trovare in un vicolo cieco e credendosi spacciato, viene salvato dai Fréres Basset (antenati della Banda Bassotti) che lo conducono in salvo attraverso le fogne. Paperjean si stabilisce nei sobborghi di Parigi assumendo l'identità di Leblanc.
Passano gli anni e Cosetta è diventata una papera adolescente. Di lei si innamora un papero poeta, Paperino de Pontmercy, (che ironicamente cita spesso frasi de La bohème di Giacomo Puccini), ma Paperjean è contrario alla loro relazione. 
Intanto i Thenardier e i Bassotti vengono a sapere da Canard (antenato di Rockerduck) che i famosi candelabri di Paperjean sono in realtà la chiave per giungere al favoloso tesoro di Carlo Magno, nascosto nelle fogne di Parigi. I cattivi si alleano e rapiscono Cosetta per tenerla come ostaggio in cambio dei candelabri. Paperino, non sapendo che Paperjean è un forzato evaso, combina un pasticcio chiamando Javert, ma Paperjean riesce a scappare anche stavolta.
Paperjean e Paperino riescono a risolvere l'enigma dei candelabri grazie all'aiuto di tre giovani spazzacamini, Gavroche e i suoi fratelli (i Nipotini), i quali vivono dentro la scultura di un elefante). Individuato il nascondiglio del tesoro, entrano nelle fogne, lo trovano, salvano Cosetta e escono, riuscendo anche ad avere la meglio sui loro nemici. All'uscita dalle fogne Paperjean trova Javert ad attenderlo; inaspettatamente però l'ispettore non lo vuole arrestare perché cinque anni prima Paperjean era stato graziato, e Javert lo inseguiva solo per comunicargliene la notizia.
Paperjean riprende possesso della sua attività commerciale e della sua carica di sindaco di Montreuil. Paperino e Cosetta si sposano e vivono felici assieme a Paperjean per molti anni; l'ultima vignetta vede il povero poeta alle prese con i loro figli neonati, mentre la volitiva Cosette milita nelle suffragette.
Terminata la storia di zio Paperone, Paperino afferma che in realtà essa è molto diversa dal romanzo di Victor Hugo, e lo Zione risponde ammette di averla romanzata un po'. L'avaro, ispirato dalla vicenda del suo avo, decide di affrontare l'ispettore del fisco e pagare la tassa in modo da non dover fuggire per sempre come Paperjean, anche se ciò lo farà sentire un... miserabile.

## Differenze tra la parodia e le fonti
- Essendo un fumetto Disney, sono stati eliminati dal fumetto tutti gli avvenimenti drammatici come la morte di Jean Valjean, la sommossa, il suicidio di Javert e la morte di Fantine (la madre di Cosette, che non appare nella parodia).
- Nel romanzo Jean scappa da Javert intrufolandosi in un convento mentre nella parodia entra in un tombino.
- Il numero da galeotto di Jean nel romanzo è 24601, nella parodia 1313.
- Il corvo antropomorfo che interpreta Javert era già apparso in un'altra parodia disegnata da Carpi, Sandopaper e la perla di Labuan (parodia di Sandokan), nella quale vestiva i panni di Yanez.